# Ajn Bani Mathar
Ajn Bani Mathar (arab. عين بني مطهر, fr. Ain Bni Mathar) – miasto w Maroku, w Regionie Wschodnim. W 2014 roku liczyło ok. 16,3 tys. mieszkańców.